# Saint-Nizier-sous-Charlieu
Saint-Nizier-sous-Charlieu és un municipi francès situat al departament del Loira i a la regió d'Alvèrnia-Roine-Alps. L'any 2007 tenia 1.644 habitants.

## Demografia

### Població
El 2007 la població de fet de Saint-Nizier-sous-Charlieu era de 1.644 persones. Hi havia 597 famílies de les quals 118 eren unipersonals (51 homes vivint sols i 67 dones vivint soles), 212 parelles sense fills, 228 parelles amb fills i 39 famílies monoparentals amb fills.
La població ha evolucionat segons el següent gràfic:
Habitants censats

### Habitatges
El 2007 hi havia 685 habitatges, 608 eren l'habitatge principal de la família, 31 eren segones residències i 46 estaven desocupats. 654 eren cases i 29 eren apartaments. Dels 608 habitatges principals, 520 estaven ocupats pels seus propietaris, 74 estaven llogats i ocupats pels llogaters i 14 estaven cedits a títol gratuït; 1 tenia una cambra, 9 en tenien dues, 47 en tenien tres, 167 en tenien quatre i 384 en tenien cinc o més. 494 habitatges disposaven pel capbaix d'una plaça de pàrquing. A 213 habitatges hi havia un automòbil i a 365 n'hi havia dos o més.

### Piràmide de població
La piràmide de població per edats i sexe el 2009 era:
| Homes | Edats   | Dones |
| ----- | ------- | ----- |
| 0     | 95 o +  | 1     |
| 4     | 90 a 94 | 5     |
| 12    | 85 a 89 | 52    |
| 6     | 80 a 84 | 20    |
| 18    | 75 a 79 | 31    |
| 28    | 70 a 74 | 30    |
| 22    | 65 a 69 | 22    |
| 53    | 60 a 64 | 34    |
| 35    | 55 a 59 | 38    |
| 74    | 50 a 54 | 67    |
| 47    | 45 a 49 | 56    |
| 44    | 40 a 44 | 44    |
| 58    | 35 a 39 | 55    |
| 64    | 30 a 34 | 41    |
| 46    | 25 a 29 | 43    |
| 30    | 20 a 24 | 19    |
| 66    | 15 a 19 | 59    |
| 69    | 10 a 14 | 43    |
| 55    | 5 a 9   | 61    |
| 32    | 0 a 4   | 35    |

## Economia
El 2007 la població en edat de treballar era de 1.002 persones, 714 eren actives i 288 eren inactives. De les 714 persones actives 661 estaven ocupades (353 homes i 308 dones) i 53 estaven aturades (30 homes i 23 dones). De les 288 persones inactives 142 estaven jubilades, 75 estaven estudiant i 71 estaven classificades com a «altres inactius».

### Ingressos
El 2009 a Saint-Nizier-sous-Charlieu hi havia 614 unitats fiscals que integraven 1.625,5 persones, la mediana anual d'ingressos fiscals per persona era de 18.349 €.

### Activitats econòmiques
Dels 75 establiments que hi havia el 2007, 1 era d'una empresa extractiva, 4 d'empreses alimentàries, 3 d'empreses de fabricació de material elèctric, 1 d'una empresa de fabricació d'altres productes industrials, 12 d'empreses de construcció, 24 d'empreses de comerç i reparació d'automòbils, 2 d'empreses de transport, 5 d'empreses d'hostatgeria i restauració, 5 d'empreses financeres, 2 d'empreses immobiliàries, 11 d'empreses de serveis, 2 d'entitats de l'administració pública i 3 d'empreses classificades com a «altres activitats de serveis».
Dels 20 establiments de servei als particulars que hi havia el 2009, 3 eren tallers de reparació d'automòbils i de material agrícola, 1 taller d'inspecció tècnica de vehicles, 1 paleta, 2 guixaires pintors, 2 fusteries, 2 electricistes, 1 empresa de construcció, 2 perruqueries, 4 veterinaris i 2 restaurants.
Dels 8 establiments comercials que hi havia el 2009, 1 era un supermercat, 1 una gran superfície de material de bricolatge, 1 una botiga de menys de 120 m², 1 una fleca, 1 una llibreria, 2 sabateries i 1 una botiga de mobles.
L'any 2000 a Saint-Nizier-sous-Charlieu hi havia 23 explotacions agrícoles que ocupaven un total de 1.034 hectàrees.

## Equipaments sanitaris i escolars
L'únic equipament sanitari que hi havia el 2009 era una farmàcia.
El 2009 hi havia 2 escoles elementals.

## Poblacions més properes
El següent diagrama mostra les poblacions més properes.